# Hans Karl von Graben
Hans Karl von Graben, auch Johan Karl von Graben sowie Karl von Graben (* in Innsbruck; † nach 1677 ebenda) war ein tirolerischer Edelmann, kaiserlicher Offizier sowie Hauptmann der Tiroler Landmiliz (Milizhauptmann der Tiroler Landstände in Innsbruck). In den 1660er und 1670er Jahren war er in die Erbstreitigkeiten um die Nachfolge in der Herrschaft Stein in Kärnten involviert. 

## Biografie

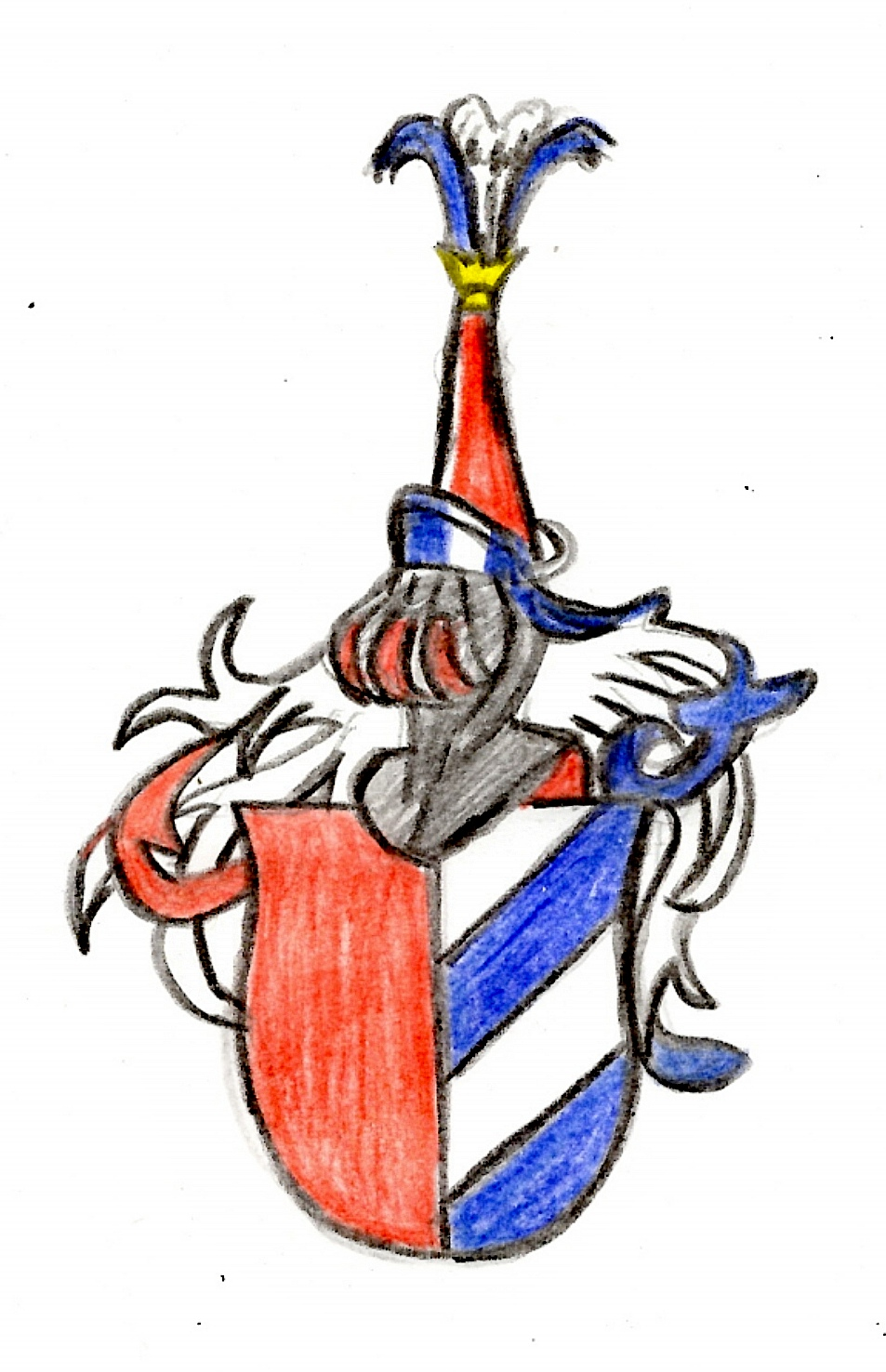
Wappen der Von Graben (zum Stein) aus deren Kärntner Linie sowie Zweiten Tiroler Linie (16. bis 18. Jahrhundert)

Hans Karl von Graben entstammte der Zweiten Tiroler Linie der Herren von Graben. Der Stifter dieser Linie war Bartholomäus von Graben, ein Sohn des Virgil von Graben (gest. 1507) sowie ein jüngerer Bruder des Lukas von Graben zum Stein. Hans Karls Ahnen hatten ihre Güter und Besitztümer in und um Lienz der Linie der Von Graben zum Stein verkauft, die von Lukas von Graben zum Stein abstammten. Hans Karls "avus" oder Großvater hieß Hans und soll ein Sohn des Bartholomäus gewesen sein [was aber aufgrund des zeitlichen Abstandes von rund 150 Jahren nicht plausibel erscheint]. Die Tiroler Graben, nannten sich gleichfalls Von Stein. Sein Vater soll laut Bucelin ein Hans Christof von Graben gewesen sein, was aber aufgrund der neuzeitlicheren dokumentierten Personenabfolge unstimmig erscheint. Hans Karls ältester Bruder Hans Christof von Graben ist in Ungarn als kaiserlicher Fähnrich umgekommen. Sein jüngster Bruder Johan Andre von Graben stand in Spanien als Obristwachtmeister in Kämpfen vor Barcelona. Er ist um 1668 verstorben und ließ zwei Söhne und Töchter [wie viele gibt die Quelle nicht an] nach. Hans Karl von Graben war kaiserlicher Offizier bei den Eroberungen der Städte von Frankfurt an der Oder, Landsberg an der Warthe und Magdeburg dabei gewesen als auch bei Kampfhandlungen in Lothringen. 1641 ehelichte er Helene von Mörl von Pfalzen zu Mühlen, einer Tochter des Peter Paul Mörl von Pfalzen zu Mühlen und Sichelburg und dessen Ehefrau Margarethe von Rost zu Aufhofen und Kehlburg. Aus dieser Verbindung entstammten die beiden Söhne:
- Otto Heinrich von Graben [zum Stein] (* 1643), Hofkammersekretär der oberösterreichischen Hofkammer in Innsbruck, wohl der Vater des Otto von Graben zum Stein (1690–1756), Schriftsteller, Sagensammler, am preußischen Hof Zeremonienmeister und Kammerherr, Vizepräsident der Preußischen Akademie der Wissenschaften
- Johann Sigismund von Graben [zum Stein], wohl der Vater des Felix Jakob von Graben († 1776/1780/1781), Administrator des königlichen Damenstiftes Hall in Tirol, Besitzer einer umfangreichen Bibliothek; letztes Familienmitglied der Herren von Graben

### Erbstreitigkeiten um Stein
Hans Karl von Graben hatte sich 1662 noch zu Lebzeiten seines kinderlos gebliebenen Verwandten Christof David von Graben zum Stein, um die Nachfolge im landesherrlich-kärntnerischen Lehen zu Stein gekümmert. Schon ein Jahr zuvor, als absehbar war, dass Christof David ohne Deszendenz sterben sollte, bemühte sich einer der Nachkommen des ersten Lehensträgers Lukas von Graben zum Stein, nämlich Johann Ludwig von Lamberg in seinem und seiner Gebrüder Namen um das Lehen Stein. Hans Karl von Graben, der Christof David von Graben zum Stein als seinen Vetter titulierte, hatte 1664, nach dessen Ableben, eine Eingabe an den Hof gemacht, in der er sich "als letsten und ainigen Stollens ich von disen Geschlecht noch uberiger eltister von Graben" bezeichnete und sich nach Christof Davids Ableben um das mit hohen Steuerschulden belegte Lehen beworb. Aus 1665 datiert seine erneute Anmeldung auf Belehnung mit Stein. Im selben Jahr wandte sich Hans Karl von Graben anlässlich der Erbhuldigung von Kaiser Leopold I. in Innsbruck an diesen mit der Bitte um Belehnung mit Stein. Er galt als sehr kaisertreu, war Hauptmann der Tiroler Landmiliz resp. Milizhauptmann der Tiroler Landstände in Innsbruck und bereit für den Kaiser zu kämpfen und darob konnte er es nicht verstehen, dass Stein einer anderen Familie überlassen würde. Sein Ansuchen wurde in Innsbruck vom Obersten Hofkanzler Baron Hocher anstatt an die niederösterreichische Hofkammer an die oberösterreichische geschickt. Über diesen Fauxpas vergingen Jahre. Stein ist aber an den Landesfürsten heimgefallen. 1668 überließ der Kaiser dem Obersten Balthasar Freiherr de Peverellis das vormaligen mannstämmige Lehen Gut Stein als reines Eigentum. Baron Christof Übele, an dem sich Hans Karl von Graben um 1668 gewandt hat, informierte ihn drüber, dass der Kaiser über Stein schon anders verfügt hätte und es dem Obristen Peverellis überlassen hatte.
Hans Karl von Graben, so scheint es, hatte die Angelegenheit 9 Jahre ruhen lassen, denn erst 1677 machte er wieder eine Eingabe betreffend seines Ansuchen um Belehnung mit Stein. Im selben Jahr berichtete der Kärntner Landeshauptmann Sigmund Helfried von Dietrichstein dem Kaiser Leopold I. von den Erbansprüchen des Hans Karl von Graben auf die Herrschaft Stein. 1677 ist er Hauptmann der Tiroler Landmiliz. Am 13. Juli 1677 gab Hans Karl eine Eingabe an die Hofkammer, in der er nach dem Tod seines Vetters die kaiserliche Belehnung von Stein begehrte. Als er sich über die genaue Verwandtschaft zu den im kärntnerischen verbliebenen Von Graben von Stein erkundigte musste er (muß ich) schmerzhaftest vernehmen, man vermaine, wie in Tirol wohnhaften von Graben wären aus Kärnten emigrierte Bastarden. Hans Karl stellte daher einen genauen Stammbaum auf in diesem er eindeutig als Nachkomme des Virgil von Graben angesehen werden konnte. Nach genauer Recherche erkannte er, dass dieser aber damals (1500) als Altersgründen doch nicht als Lehensempfänger aufgetreten zu sein schien, sondern dessen Sohn Lukas von Graben zum Stein, der ältere Bruder von Hans Karl's direktem Vorfahren Bartholomäus von Graben. Somit war Hans Karl nur ein Seitenverwandter des ersten Lehensempfängers gewesen und laut der Erbfolge nicht erbberechtigt gewesen, da nur direkte Nachkommen des Lukas von Graben zum Stein erbberechtigt waren. Daraufhin ließ Kaiser Leopold I. den Erbfall prüfen. Simon Zeyller, landesfürstlicher Kammerprokurator, wurde daraufhin mit der Lösung dieses Lehenstreit beauftragt. Er fand aber nur die aktuelle Belehnung des Peverellis sowie zwei Lehenbriefe an Lukas von Graben zum Stein aus 1500 sowie 1522. Zeyller stellte fest, dass Stein ein mannstämmiges Lehen war, welches auch nur so vererbbar war. Laut Zeyller hatte Hans Karl seinen Lehensanspruch ausreichend dokumentieren konnte, da Virgil von Graben eventuell trotz des fehlenden Lehenbrief es, aufgrund seines im Jahr 1500 hohen Alters, als der erste Lehensempfänger angesehen wurde und nicht dessen Sohn Lukas, auf den aber der erste Lehenbrief als Inhaber ausgestellt wurde. Hans Karl war aber nur ein Abkömmling eines Bruders des ersten Herrschaftsinhabers, des schon erwähnten Bartholomäus von Graben. Zeyller berechnete die Verwandtschaft von Hans Karl zu Christof David mit 9 Graden [aufgrund des zeitlichen Abstandes von rund 150 Jahren erscheint dies nicht plausibel], was aber aufgrund der Zeitspanne von 1500 bis 1677 (?) zu gering erscheint. Das Gutachten Zeyllers erging an den Wiener Hof. Die kaiserlichen Geheimräte wandten sich in ihrem Schreiben an die niederösterreichische Regierung, dass Zeyller war das Für und Wider abgewogen habe, aber zu keinem Entschluss gekommen ist, da Hans Karl seinen Erbanspruch nicht genügend geltend machen konnte, auch da er nur im neunten Grade mit Christof David von Graben zum Stein verwandt ist. Da Hans Karl nicht von Lukas von Graben zum Stein, dem erwiesenen ersten Lehenträger abstammte, wäre Stein für ihn eine neue Belehnung gewesen. Aufgrund des zu entfernten Verwandtschaftsgrades, der mehr als die generell anerkannten sieben Grade entfernt lag, waren die Meinungen über sein Erbrecht konträr. Sicherlich aber hatte Hans Karl die besseren Ansprüche als andere, die Lamberg oder eben der zuvor belehnte Peverellis. Zeyller regte an, dass der Kaiser darüber zu entscheiden habe, und weiters schlug er vor, dass der Kaiser ihm, anstatt dem schon vergebenen Stein, ein freigewordenes Lehen in Tirol übergeben möge.
Im Endeffekt ist Stein bei Peverellis verblieben. Es ist nicht ersichtlich, ob Hans Karl anstatt Stein vom Kaiser ein anderes Lehen erhalten hatte. Über das weitere Leben von Hans Karl von Graben ist nichts bekannt.

## Diverses
- Hans Karl wird bei einem Besuch von Herzog Karl V. von Lothringen und dessen Gemahlin Königinwitwe Eleonore in Tirol unter den Gästen erwähnt.[15]
- 1670 kauften Mattheus Norz, Futtermeister von Erzherzogin Anna, und Hans Baumgartner, Hofsattler und Bürger von Innsbruck von Hans Karl von Graben die Obermühle im Kerschtal bei Innsbruck mit allen Rechten.[2]